# 札幌大谷大学
札幌大谷大学（さっぽろおおたにだいがく、英語: Sapporo Otani University）は、北海道札幌市東区北16条東9丁目に本部を置く日本の私立大学。1906年創立、2006年大学設置。大学の略称は札大谷大。
北海道で最初にして唯一の4年制音楽系大学となり、2012年には音楽学科と美術学科で構成する芸術学部となった（同年、社会学部地域社会学科も新設）。学校法人札幌大谷学園が運営しており、浄土真宗大谷派の系列校として真宗大谷派学校連合会に属する。
系列校に、札幌大谷短期大学、札幌大谷大学附属幼稚園、札幌大谷中学校・高等学校がある。

## 沿革
- 1906年（明治39年）4月 - 私立北海女学校を創立
- 1910年（明治43年）4月 - 私立北海高等女学校に組織変更
- 1922年（大正11年）9月 - 校地を移転
- 1923年（大正12年）4月1日 - 校名を北海女学校に変更
- 1944年（昭和19年）3月 - 財団法人北海高等女学校に組織変更
- 1948年（昭和23年）
  - 2月 - 北海高等女学校併置中学校を開設
  - 4月1日 - 北海高等女学校を札幌大谷高等学校に、北海高等女学校併置中学校を札幌大谷高等学校附設中学校と改称
- 1951年（昭和26年）3月 - 学校法人札幌大谷学園に組織変更
- 1955年（昭和30年）4月 - 札幌大谷高等学校附属幼稚園開園
- 1961年（昭和36年）4月1日 - 札幌大谷短期大学開学（保育科）
- 1964年（昭和39年）4月 - 札幌大谷高等学校附属幼稚園を札幌大谷短期大学附属幼稚園とする
- 2001年（平成13年）4月 - 中学校を札幌大谷中学校に改称
- 2006年（平成18年）
  - 4月5日 - 札幌大谷大学開学（音楽学部）
  - 10月 - 学校法人札幌大谷学園開校百周年記念式典を挙行
- 2007年（平成19年）4月 - 札幌大谷短期大学を札幌大谷大学短期大学部に名称変更。札幌大谷短期大学附属幼稚園を札幌大谷大学附属幼稚園に名称変更
- 2011年（平成23年）9月 - 札幌大谷大学短期大学部開学50周年記念式典を挙行
- 2012年（平成24年）4月 - 音楽学部を芸術学部に名称変更。芸術学部に美術学科を増設。社会学部地域社会学科を開設
- 2016年（平成28年）10月 - 学校法人札幌大谷学園開学110周年記念式典を挙行

## 学部・学科
- 芸術学部
  - 音楽学科
ピアノ・声楽・管弦打楽・音楽療法・作曲・電子オルガン・音楽総合コースがある。
  - 美術学科
油彩、日本画、版画、立体、写真・映像（動画）・メディアアート、グラフィック・イラスト、情報・プロダクトデザイン、ファッション・デジタルファブリケーション専攻がある。
- 社会学部
  - 地域社会学科

## 大学関係者

### 歴代学長
- 柴田泰（2006年 - 2007年）
- 太田清史（2007年 - 2011年）
- 巖城孝憲（2011年 - 2017年）
- 高橋肇（2017年 - 2020年）
- 千葉潤（2021年 - ）

### 教職員
- 岡部昌生：現代美術家、美術学科元教授
- 北郷裕美：地域社会学科元准教授
- 木村雅信：作曲家、音楽学部元教授
- 小林仁：ピアニスト、芸術学部元学部長
- 田中賢：作曲家、音楽学部元教授
- 谷本聡子：ピアニスト、音楽学部教授
- 外山啓介：ピアニスト、講師
- 匠秀夫：美術評論家、教授
- グレブ・ニキティン：バイオリニスト、教授
- 船尾隆広：元硬式野球部監督

## 出身者
- 飯島寛騎：俳優
- 工藤篤子：ゴスペルシンガー
- 杉基イクラ：漫画家[要出典]
- 中川広子：映画監督
- 宮崎詞美：絵本作家・研究者、博士（美術）、横浜美術大学教授